# Fiorinia minor
Fiorinia minor är en insektsart som beskrevs av William Miles Maskell 1897. Fiorinia minor ingår i släktet Fiorinia och familjen pansarsköldlöss. Inga underarter finns listade i Catalogue of Life.